# Annmarie O'Riordan
Annmarie O'Riordan, född 15 augusti 1990 i Duhallow, är en irländsk sångerska (singer-songwriter).
Hon föddes som dotter till Humphrey O'Riordan och Eileen Creedon O'Riordan och hennes musikintresse uppmuntrades tidigt av föräldrarna. Som sjuåring började hon i den irländska kulturorganisationen Comhaltas Ceoltóiri Éireanns (CCÉ) musikskola i Millstreet i Cork. Hon deltog i olika musiktävlingar och gjorde 2001 sin första skivinspelning på en samlingsskiva utgiven av CCÉ då hon var 12 år. Samtidigt med skolgången i Millstreet Community School kom hon 2003 att spela in sin första skiva, Harmony Handed Down. Hon gick vidare till studier vid University College Cork och spelade under denna tid in sin tredje skiva samt gav sin första egna solokonsert på Royal Theatre i Castlebar i County Mayo. O'Riordan är utbildad till lärare vid Mary Immaculate College i Limerick med examen i oktober 2017.
År 2009 utsågs O'Riordan till Bästa nya artist vid The World Fleadh, varefter hon gjorde sin första turné i USA 2010 och därefter i Europa. Hennes fjärde skiva, Song for the Journey, kom 2011 och hennes femte album, The Joys of my Heart, år 2016.
År 2013 fick O'Riordan framföra Irlands nationalsång, Ámhrán na bhFiann, vid semifinalen i fotboll i All-Ireland Senior Football Championship. Hon har också givit ut en välgörenhets-CD för Irish Cancer Society, Twas the Night (2015). I november 2015 gjorde O'Riordan en mindre turné i Kanada.

## Utmärkelser
- 2009: Best Newcomer Horizon Award, Irish Music Awards, The World Fleadh[7]

## Diskografi
- 2003 - Harmony Handed Down
- 2005 - Melody in Harmony
- 2008 - Ireland - Love of my Heart
- 2011 - Song for the Journey
- 2015 - Twas the Night
- 2016 - The Joys of my Heart